# Tendra
Tendra oder Tendra-Nehrung (ukrainisch Тендра/Тендрівська коса; russisch Тендра/Тендровская коса) ist eine unbewohnte ukrainische Insel im Schwarzen Meer.

## Geographie
Die etwa 65 km lange und 1,8 km breite Insel liegt im Süden der Oblast Cherson und gehört administrativ zum Rajon Skadowsk. Zwischen der aus einer Nehrung entstandenen Insel und dem Festland liegt die Tendra-Bucht, ein Ramsar-Gebiet. Der größte Teil der 1289 Hektar großen Insel liegt im Biosphärenreservat Schwarzes Meer. Sie besteht aus sandigen Sedimenten und Kalkstein und ist ein Nist- und Überwinterungsplatz für Vögel.

## Geschichte
Zur Zeit Herodots (ca. 450 v. Chr.) wurden Tendra und seine Nachbarinsel Dscharylhatsch als Rennbahn des Achilleus bezeichnet. 1790 fand bei der Insel die Seeschlacht von Tendra statt. Seit 1827 steht auf der Insel der Leuchtturm Tendra ⊙.

## Philatelistische Würdigung

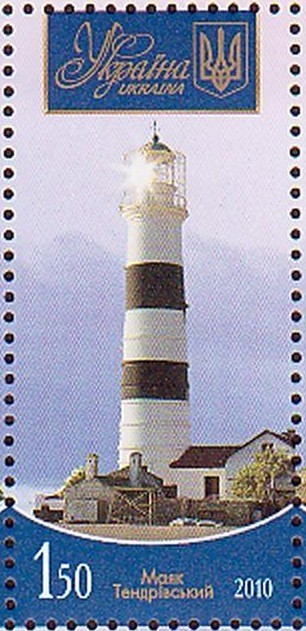

In philatelistischer Würdigung des alten Leuchtturms gab die Ukrainische Post mit Ausgabetag 8. Oktober 2010 in einem Block von 6 Leuchtturm-Postwertzeichen eine Briefmarke im Wert von 1.50 Hrywnja heraus. Die Ausgabe 2010 (Nr. 1069–1074) erfolgte in einer Auflage von 115 Tausend Stück.